# La fiebre del loco
La fiebre del loco es una película chilena del año 2001. Dirigida por Andrés Wood, protagonizada por Emilio Bardi, Luis Dubó, Loreto Moya, Luis Margani, Tamara Acosta, entre otros. Trata sobre la migración de pescadores desde el norte y centro del país hacia el sur de Chile para explotar los recursos bentónicos, particularmente del molusco loco (conchalepas conchalepas) durante la primera mitad de la década de 1980. Los hombres de mar crearon verdaderos pueblos en las islas sureñas, cuya característica principal eran los "rucos" (viviendas precarias) donde se reemplazó las piedras y palos originales por madera y techos de plástico, para la protección de la lluvia y los vientos australes. Es por ello que estos nuevos poblados se conocieron como "ciudades de plástico".
El surgimiento de esta actividad económica movilizó a miles de hombres con sus mujeres es lo que recrea la película, y el curioso mercado que surgió alrededor de las ganancias pesqueras. Hubo casos en que los pescadores llegaron a cerrar burdeles completos de Puerto Montt sólo para su atención exclusiva. Incluso llegaban compradores en helicópteros hasta Chiloé, para llevar mercadería a lugares inaccesibles.
La mayoría de los pescadores que emigraron al sur de Chile en lo que la prensa denominó "La Fiebre del Loco" fueron desde Coquimbo y Los Vilos por el norte, hasta Quinteros, Valparaíso y San Antonio por el centro sur. Prácticamente, sus ciudades de origen quedaron despobladas de hombres en el período 1981 - 1986, época en que empieza la eclosión debido a la sobrexplotación del recurso loco, que llevó a la dictadura militar a declarar reiteradas vedas o prohibiciones de extracción. 
Las imágenes submarinas y la mayoría de las escenas de la cinta de Wood fueron grabadas en Puerto Gala o isla Toto, en la región de Aysén.

## Reparto
- Emilio Bardi como Canuto.
- Luis Dubó como Jorge.
- Loreto Moya como Sonia.
- Luis Margani como Padre Luis.
- Tamara Acosta como Nelly.
- Julio Marcone como Yukio.
- María Izquierdo como Leila.
- Patricia López como Isabel.
- Pilar Zderich como Denisse.
- Mariana Loyola como Paty.
- Carmina Riego como Rita.
- Aldo Parodi como Pedro.
- Pablo Striano como Marcelo.
- Gabriela Medina como Alicia.
- Carmen Barros como Juana.

## Premios
- Mejor Guion, Festival Internacional de Nuevo Cine Latinoamericano de La Habana, Cuba, 2001.
- Mejor Actriz, Festival de Biarritz, Francia, 2001.
- Mejor Director, Festival de Cine Latinoamericano de Lleida, España, 2001.
- Mejor Película, Festival de Cine de Villaverde, España, 2001.

## Legado
Con  La Fiebre del Loco , realización y demostración, el 29 de octubre de 2001, de la primera transmisión cinematográfica digital por satélite en Europa de un largometraje por Bernard Pauchon, Alain Lorentz, Raymond Melwig y Philippe Binant.